# Złoty hełm
Złoty hełm (ang. The Golden Helmet) – disneyowski komiks Carla Barksa.
Historyjka po raz pierwszy ukazała się 20 maja 1952 r. w amerykańskim czasopiśmie komiksowym „One Shots” wydawnictwa Dell. Po raz pierwszy wydano ją po polsku 24 listopada 2021 r. w 14. tomie kolekcji „Kaczogród. Carl Barks”.
Jest to komiks uznawany za jeden z najważniejszych i najlepszych w dorobku Barksa. W 1994 r. Don Rosa stworzył jego sequel pt. „Zaginione mapy Kolumba” (ang. The Lost Charts of Columbus). Światowa premiera kontynuacji komiksu Barksa miała miejsce w rok później, natomiast w Polsce historia ta ukazała się dotychczas dwukrotnie- w czerwcu 2010 r. w magazynie „Kaczor Donald” (numer 25-26), oraz w styczniu 2021 r. w 6. tomie kolekcji „Wujek Sknerus i Kaczor Donald. Don Rosa”. W 2001 r. we włoskim magazynie „Tutto Disney” opublikowano krótką historyjkę autorstwa Massimo de Vity „Topolino e l'imperatore d'America”, silnie nawiązujący do dzieła Barksa. 
To właśnie w „Złotym hełmie” zadebiutowała postać Sylwestra Schackala oraz Lazura Indygo, którzy później pojawili się w ponad 10 innych komiksach.